# Tonnedebrick
Albums de Offenbach
Coup de Foudre!!
(1981) Rockorama
(1985)
Singles
1. Prends Pas Tout Mon Amour/Le Juge et l'Assassin (1983)modifier

Tonnedebrick est le septième album studio du groupe québécois Offenbach, sorti en 1983. C'est le premier album du groupe à contenir un synthétiseur que l'on peut entendre sur deux chansons, il est joué par le guitariste John McGale. Quant à Breen Leboeuf, il utilise les pédales Moog Taurus pour la première fois sur une chanson. On retrouve aussi le batteur Jerry Mercer, ex-April Wine au djembé sur une chanson. 

## Liste des titres
| No  | Titre                     | Durée |
| --- | ------------------------- | ----- |
| 1.  | Le Chat sauvage           | 3:24  |
| 2.  | Sauve qui peut            | 3:51  |
| 3.  | Love-Addict               | 4:12  |
| 4.  | Pauvre Mari               | 4:47  |
| 5.  | Zimbabwe                  | 4:06  |
| 6.  | Madame Docteur            | 4:06  |
| 7.  | L'Ouragan                 | 3:54  |
| 8.  | Fais-toi une idée         | 4:02  |
| 9.  | Parano                    | 3:46  |
| 10. | Le Juge et l'Assassin     | 4:03  |
| 11. | Prends pas tout mon amour | 3:22  |

## Personnel
- Gerry Boulet : Chant, orgue Hammond B3, piano
- Johnny Gravel : Guitare, chœurs
- John McGale : Guitare, synthétiseur (4, 10), chœurs
- Breen LeBoeuf : Basse, chant (2, 7, 10), pédales Moog Taurus (4), chœurs
- Pat Martel : Batterie

- Musicien supplémentaire : 
- Jerry Mercer : Djembé (5)

## Production
- Réalisation : Offenbach
- Prise de son : Michel Lachance assisté de Bernard Dubuc
- Studio : P.S.M. (Québec)